# Hyalopomatus sombrerianus
Hyalopomatus sombrerianus är en ringmaskart som först beskrevs av McIntosh 1885.  Hyalopomatus sombrerianus ingår i släktet Hyalopomatus och familjen Serpulidae. Inga underarter finns listade i Catalogue of Life.